# Wisen
Wisen é uma comuna da Suíça, no Cantão Soleura, com cerca de 398 habitantes. Estende-se por uma área de 4,79 km², de densidade populacional de 83 hab/km². Confina com as seguintes comunas: Häfelfingen (BL), Hauenstein-Ifenthal, Läufelfingen (BL), Lostorf, Trimbach, Zeglingen (BL).
A língua oficial nesta comuna é o Alemão.
A comuna tem uma escola primária e uma sala para fins múltiplos.

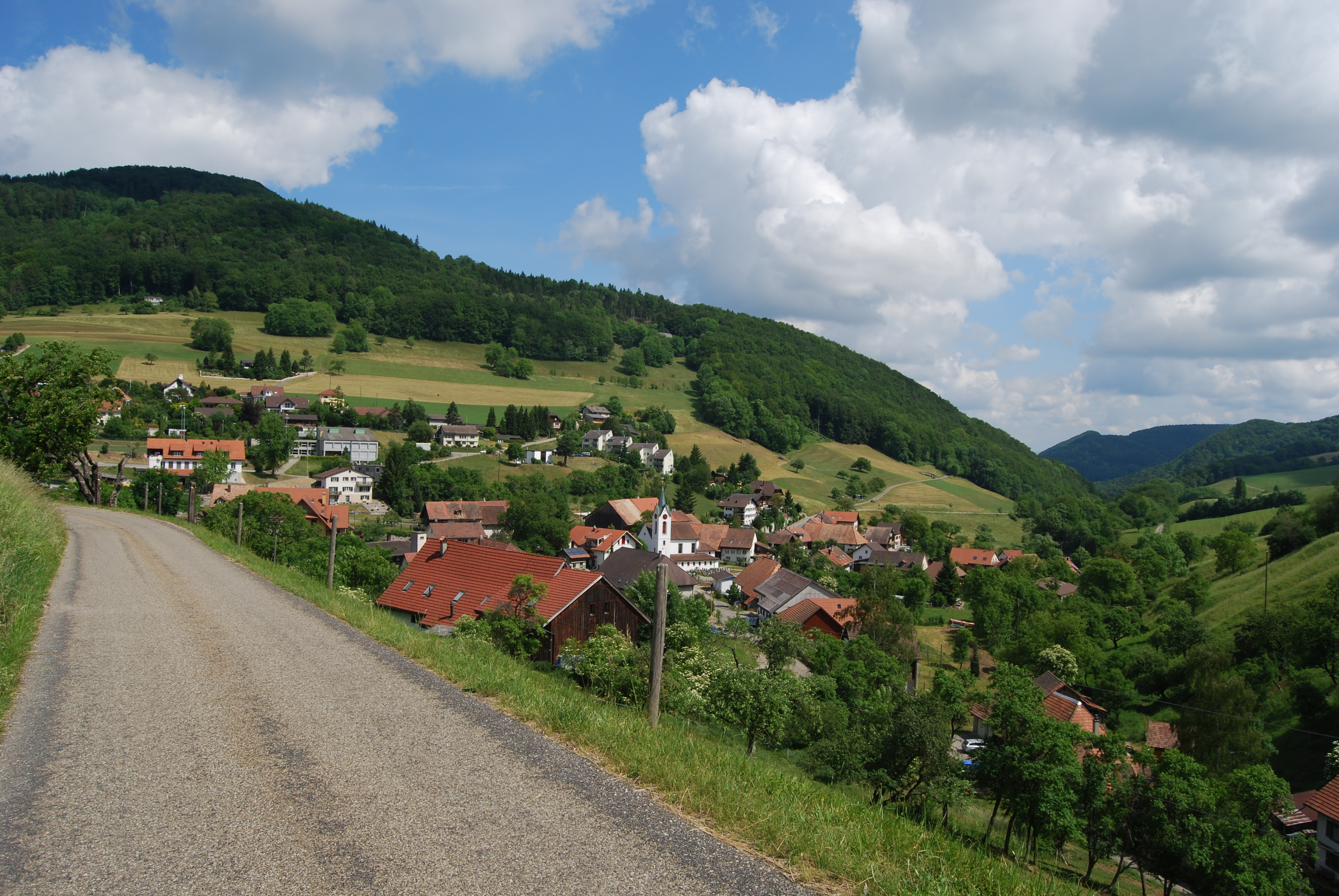
Wisen.